# Homopus
Homopus es un género de tortugas criptodiros de la familia Testudinidae. Como grupo, son comúnmente conocidas como las "tortugas del Cabo" o "padlopers" (que significa "el camino que caminan" en afrikáans), y son las tortugas más pequeñas del mundo. 
El género es nativo y endémico del sur de África, con cuatro especies de Sudáfrica y una de Namibia. Se ven amenazadas por el tráfico de las carreteras, el sobrepastoreo y la caza furtiva para el comercio de mascotas (las especies de Homopus generalmente no sobreviven bien en cautividad). Otra amenaza proviene de las especies introducidas, como perros y cerdos domésticos. 

## Especies
Comprenden las siguientes especies:
- Homopus areolatus (Thunberg, 1787)
- Homopus boulengeri Duerden, 1906
- Homopus femoralis Boulenger, 1888
- Homopus signatus (Gmelin, 1789)
- Homopus solus Branch, 2007